# Art'owr Serobyan
Art'owr Serobyan (in armeno Արթուր Սերոբյան?; Erevan, 2 luglio 2003) è un calciatore armeno, attaccante dell'Ararat-Armenia.

## Carriera

### Club
Esordisce a livello professionistico con l'Ararat-Armenia nel 2021. Nella sua prima stagione da professionista, gioca tredici partite.
Per la stagione 2021-2022, viene mandato in prestito al BKMA Erevan.

### Nazionale
Dopo aver giocato nelle selezioni giovanili Under-17, Under-19 e Under-21, viene convocato in nazionale maggiore nel 2022 dal CT Joaquín Caparrós. Esordisce il 24 marzo 2022 in un match amichevole contro il Montenegro, vinto 1-0.

## Palmarès

### Club

#### Competizioni nazionali
- Coppa d'Armenia: 1

Ararat-Armenia: 2023-2024
- Coppa di Moldavia: 1

Sheriff Tiraspol: 2024-2025